# Ульрих III фон Кибург

Карта, на которой обозначены владения Кибургов в 1200 г. (жёлтым цветом) и приобретения Ульриха III (жёлто-зелёным)

Ульрих фон Диллинген (Ulrich von Dillingen) (ум. 1227) — граф Кибурга.
Родился ок. 1170 г. Сын Хартманна III (ум. 1180), графа Диллингена и Кибурга.
Сначала правил отцовским наследством совместно с братом Альбертом. Затем они разделили владения, и Ульриху достался Кибург.
Участник крестового похода 1189—1191 гг.
В 1212 г. упоминается как фогт Шениса, Беромюнстера и Гларуса.
Ульрих с не позднее чем 1190 года был женат на Анне фон Церинген (ум. после 1226), дочери Бертольда IV, герцога Церингена. В 1218 г. умер её брат Бертольд V — последний представитель рода по прямой мужской линии, и Ульрих фон Диллинген по правам жены получил часть наследства, включая города Фрибур, Тун и Бургдорф.
Дети:
- Вернер I (ум. в Акре в 1228), граф Кибурга.
- Хартман III (ум. 27 ноября 1264), граф Кибурга.
- Ульрих (ум. 17 июня 1237), епископ Хура с 1233.
- Хейлвига (1192 — 30 апреля 1260), жена графа Альбрехта IV Габсбурга. Их сын Рудольф в 1273 г. стал королём Германии.
- Мехтильда (ум. после 1232), жена графа Рудольфа I фон Рапперсвила.
- Адельгейда (ум. 1231 или позже), жена Герхарда IV, графа Долнштейна и Хиршберга.